# Норт Спрингфилд (Вирџинија)
Норт Спрингфилд (енгл. North Springfield) насељено је место без административног статуса у америчкој савезној држави Вирџинија.

## Демографија
По попису из 2010. године број становника је 7.274, што је 1.899 (-20,7%) становника мање него 2000. године.
| Група             | 2000.         | 2010.         |
| Белци             | 6.127 (66,8%) | 3.194 (43,9%) |
| Афроамериканци    | 335 (3,7%)    | 457 (6,3%)    |
| Азијати           | 1.480 (16,1%) | 1.546 (21,3%) |
| Хиспаноамериканци | 963 (10,5%)   | 1.889 (26,0%) |
| Укупно            | 9.173         | 7.274         |